# Lena Bickel
Lena Bickel (Mendrisio, 22 dicembre 2004) è una ginnasta svizzera.

## Carriera
Laureatasi campionessa svizzera nel concorso completo nel 2023 e nel 2024, ha gareggiato ai Campionati del mondo del 2023 e ai Giochi Olimpici del 2024.